# Ордоньес, Сальвадор
Сальвадор Ордоньес Очоа (исп. Salvador Ordóñez Ochoa; 18 августа 1896, Пачука-де-Сото — 1967) — мексиканский пианист и музыкальный педагог.
Окончил коммерческое училище, затем учился в Национальной консерватории у Мануэля Понсе. Отправившись для продолжения музыкального образования в Европу, в течение года учился в Милане у Джузеппе Фругатты, потом — в Лейпцигской консерватории у Роберта Тайхмюллера. В начале 1920-х гг. успешно выступал с концертами в различных городах Германии. В 1924 году занимал пост мексиканского консула в Бремене, затем работал в мексиканской дипломатической миссии в Берлине. В 1925—1926 гг. концертировал как пианист в США, после этого вернулся в Мексику и вместе с женой, соученицей по Лейпцигской консерватории, венгерской пианисткой Вилмой Эреньи основал школу пианистов под названием Академия имени Антона Рубинштейна. В 1927 году, также вместе с Эреньи, основал Общество современного музыкального искусства, в рамках которого пропагандировал в Мексике новейшую фортепианную музыку, особенно творчество Белы Бартока. Для Ордоньеса был написан концерт для фортепиано с оркестром Хосе Ролона (1935), хотя первым исполнителем этого произведения он и не стал. С 1932 г. профессор Национальной консерватории, в 1941—1944 гг. её директор. С 1935 г. заведовал отделом музыки в министерстве народного образования Мексики.